# Elsmere (Kentucky)
Elsmere é uma cidade localizada no estado americano de Kentucky, no Condado de Kenton.

## Demografia
Segundo o censo americano de 2000, a sua população era de 8139 habitantes.
Em 2006, foi estimada uma população de 7884, um decréscimo de 255 (-3.1%).

## Geografia
De acordo com o United States Census Bureau tem uma área de
6,5 km², dos quais 6,5 km² cobertos por terra e 0,0 km² cobertos por água.

## Localidades na vizinhança
O diagrama seguinte representa as localidades num raio de 8 km ao redor de Elsmere.